# Chrysochosma ekmanii
Chrysochosma ekmanii là một loài thực vật có mạch trong họ Adiantaceae. Loài này được (Maxon) Pic. Serm. miêu tả khoa học đầu tiên năm 1989.